# Pies descalzos (El derecho de todos)
Pies descalzos o Pies descalzos (El derecho de todos) es una película en blanco y negro de Argentina dirigida por Alfredo Julio Grassi sobre su propio guion escrito en colaboración con Raúl Argüelles que se produjo en 1950 pero se destruyó antes de ser estrenada. Tuvo como protagonistas a Alberto Closas, Néstor Deval y María Santos. El actor Alberto Closas era también productor asociado.
Cuando estaba terminada la filmación y los negativos se encontraban en los laboratorios de propiedad de Quirino Cristiani para el proceso de regrabación, un incendio destruyó el lugar, incluyendo a esos negativos, por lo que el filme nunca pudo ser visto.

## Reparto
- Alberto Closas
- Néstor Deval
- María Santos